# Kfar Ma'as
Kfar Ma'as (tiếng Hebrew: כפר מעש) là một moshav thuộc hạt Quận Trung, Israel. Kfar Ma'as thuộc thẩm quyền quản lý của Hội đồng vùng Drom HaSharon. Dân số tháng 12 năm 2012 là 783 người.